# Myrmekiaphila torreya
Espèce
Myrmekiaphila torreya est une espèce d'araignées mygalomorphes de la famille des Euctenizidae.

## Distribution
Cette espèce est endémique des États-Unis. Elle se rencontre en Géorgie et dans le Nord de la Floride.

## Description
Le mâle holotype mesure 16,50 mm et la femelle 23,50 mm.

## Étymologie
Son nom d'espèce lui a été donné en référence au lieu de sa découverte, Torreya Ravine.

## Publication originale
- Gertsch & Wallace, 1936 : Notes on new and rare American mygalomorph Spiders. American Museum novitates, n. 884, p. 1-25 (texte intégral).